# 大鼻穀鰩
大鼻穀鰩（學名：Zearaja nasuta），為軟骨魚綱鰩目鰩科穀鰩屬的一種，分布於西南太平洋紐西蘭海域，為特有種，深度10至1500公尺，體長可達118公分，壽命可達9年，棲息在大陸棚及大陸坡沙泥底質海域，為底棲性魚類，肉食性，以甲殼類、二枚貝、硬骨魚、多毛類等為食，卵生，生活習性不明，可作為食用魚。